# 南無阿弥陀仏

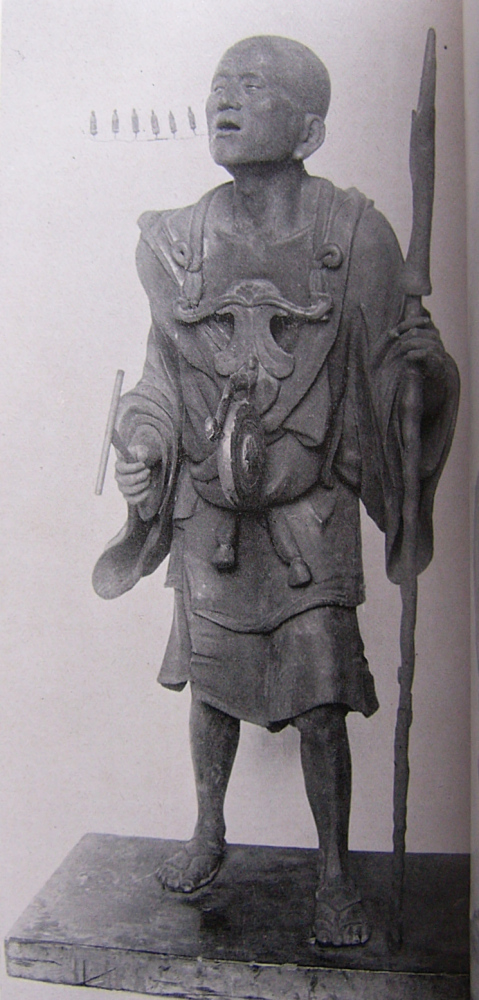
空也。称名念仏を日本で記録上初めて実践したとされる。

南無阿弥陀仏（なもあみだぶつ・なむあみだぶつ）とは、名号のひとつで「六字名号」のこと。阿弥陀仏への帰依を表明する定型句である。
- 「南無」はナモー（namo）の音写語で「礼拝、おじぎ、あいさつ」を意味するナマス（namas）の連声による変化形。「礼拝」から転じて帰依（śaraṇagamana）を表明する意味に用いられ、「わたくしは帰依します」と解釈される[1]。
- 「阿弥陀」は、その二つの仏名である「アミターバ（無量の光明, amitābha）」と「アミターユス（無量の寿命, amitāyus）」に共通するアミタ（無量[注釈 2]、amita-）のみを音写したもの。

すなわち「南無阿弥陀仏」とは「わたくしは（はかりしれない光明、はかりしれない寿命の）阿弥陀仏に帰依いたします」という意味となる。

## 発音
『一遍聖絵』には「なもあみたふ」と表記されているので、鎌倉時代には「なもあみだぶ」と発音していたようである。西本願寺に伝わる親鸞の直筆には「南无阿彌陀佛」とあり、「无」は「無」と同義だがmoの発音がある。また、現在の天台宗では、古儀に則り「なもあびたふ」と称えることが多い（「なむあみだぶつ」と唱える場合もある）。浄土真宗本願寺派では「なもあみだぶつ」、真宗大谷派では「なむあみだぶつ」と発音する。
称名念仏として称える際には、「なんまんだぶつ」「なんまんだぶ」「なんまんだー」「なんまいだー」とも発音する。

## 日本の浄土教における教学理解
南無阿弥陀仏について善導が六字釈で南無阿弥陀仏は翻訳すると南無は帰命と発願回向であり、阿弥陀仏は行であると解釈したことを受け、親鸞はそれを更に深く分析した。南無というのは「帰命」で帰命というのは帰は「すべて任せる、よりかかる」という意味があり、命には「招き入れる、教え知らせる」という意味があることから「帰命」とは阿弥陀仏が衆生に「よりかかれ、一切任せよ」と呼びかけ続ける本願召喚の勅命だと理解した。本願召喚の勅命とは招き呼びかけ続ける本願の仰せということで阿弥陀仏の本願（第十八願）の「至心信楽欲生我国」という「本当に疑いなく我が国に生まれるとおもっておくれ」の呼びかけである。それを一言で言ったのが南無であり即ち帰命であり「我に任せよ」である。また、南無のもう一つの意味である「発願回向」というのは阿弥陀仏が衆生に極楽往生の道として称名念仏を与えてくださる心という意味である。つまり、阿弥陀仏の無上の功徳の顕現である名号（南無阿弥陀仏）を声となった念仏として衆生に与えられる仏心という意味である。これは本願でいうと「乃至十念」にあたる。往生の道を阿弥陀仏は称名念仏としてすでに与えて下さったというのが発願回向である。南無阿弥陀仏の「阿弥陀仏」というのは「阿弥陀」というのはサンスクリット語で「はかりしれない」という意味であり、中国語では「無量」と翻訳された。何がはかりしれないのかというと光明（はたらき）と寿命であり、私達衆生を救うはたらきが阿弥陀仏という名前に現れているという意味である。本願でいうなら「若不生者不取正覚（必ず極楽に生まれさせる）」である。以上のことを踏まえて「南無阿弥陀仏」というのは浄土真宗では阿弥陀仏の本願すなわち第十八願である「十方衆生　至心信楽　欲生我国　乃至十念　若不生者　不取正覚」という「本当に疑いなく我が国に生まれると思って回数は何回でもいいから念仏しておくれよ。必ず極楽に生まれさせるぞ。」という本願の仰せを六字に凝縮したのが南無阿弥陀仏であり、日本語に翻訳すれば「我に任せよ。我が名を称えよ。必ず救う。」という阿弥陀仏の呼び声となる。
親鸞は「南無阿弥陀仏」を本尊とし、名号は六字のほかに九字（南無不可思議光如来）、十字（帰命尽十方無碍光如来）の名号を書いている。南無阿弥陀仏は声に出して、耳で戴くほとけ様でもある。

### 願行具足
上記、善導の六字釈によって示される解釈。願とは、「南無」と阿弥陀仏に帰命する衆生の願い。行とは、衆生を救うための阿弥陀仏の修行。この双方が「南無阿弥陀仏」と仕上がっているので、菩薩が行わなくてはならない「発願」と「菩薩行」の2つが、名号に完備しているという説。